# Симфония № 5 (Бетховен)

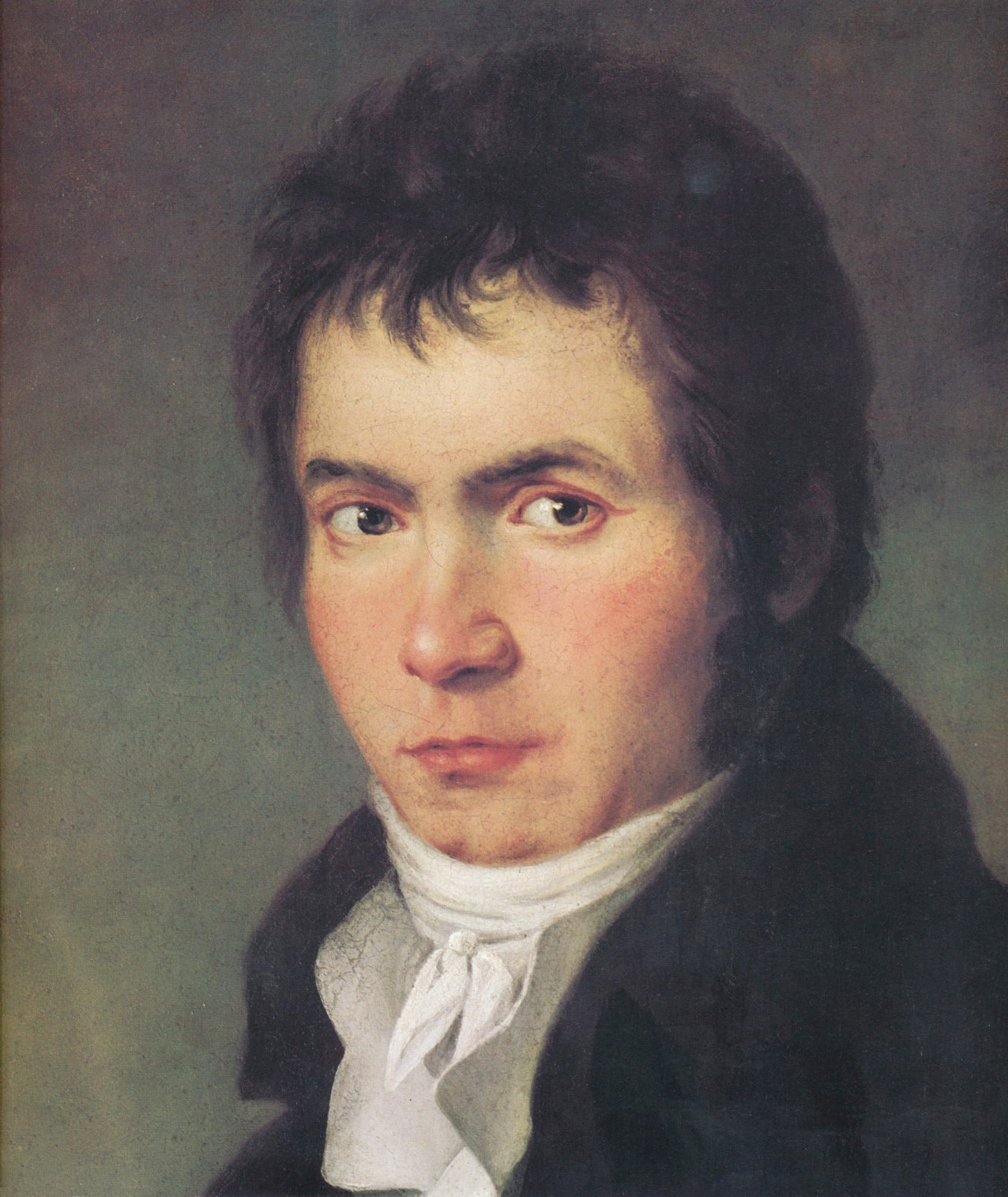
Бетховен в 1804 году. Фрагмент портрета работы В. Мэлера.

Симфония № 5 до минор, соч. 67, написанная Людвигом ван Бетховеном в 1804—1808 годах, — одно из самых знаменитых и популярных произведений классической музыки и одна из наиболее часто исполняемых симфоний. Впервые исполненная в 1808 году в Вене, симфония вскоре приобрела репутацию выдающегося произведения. Э. Т. А. Гофман назвал симфонию «одним из самых значительных произведений эпохи». Сам Бетховен (по словам его биографа Антона Шиндлера) говорил о главном мотиве первой части симфонии: «Так судьба стучится в дверь».
Главным и легко узнаваемым элементом первой части симфонии является двойной мотив из четырёх тактов:
Симфония, и особенно начинающий её мотив (известный также как «мотив судьбы», «тема судьбы»), стали настолько широко известны, что их элементы проникли во множество произведений, от классических до популярной культуры разных жанров, в кино, телевидение и т. д. Она стала одним из символов классической музыки.

## Сочинение
Пятая симфония, в частности, известна тем, что подготовительный период её создания был долог. Первые наброски симфонии датируются 1804 годом, сразу после окончания работы автора над Третьей симфонией. Однако Бетховен неоднократно прерывал свою работу над Пятой для подготовки других сочинений, включая первый вариант оперы «Фиделио», Сонату № 23 (Аппассионату), три струнных квартета, скрипичный и фортепианный концерты и Четвёртую симфонию. Окончательная доработка Пятой симфонии проводилась в 1807—1808 параллельно с Шестой симфонией, а премьера обеих состоялась на одном и том же концерте.
В это время Бетховену было 35—38 лет, его жизнь осложнялась прогрессирующей глухотой. В окружающем мире это время было отмечено наполеоновскими войнами, политическим беспорядком в Австрии и оккупацией Вены наполеоновскими войсками в 1805 году.

## Премьера
Бетховен посвятил симфонию двум своим покровителям — князю Ф. Й. фон Лобковицу и графу А. К. Разумовскому. Посвящение было напечатано в первом издании произведения в апреле 1809 года.

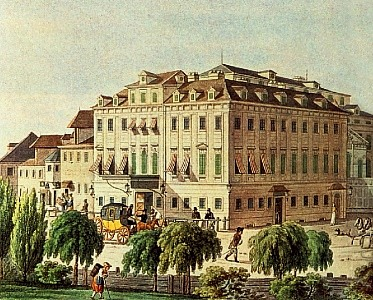
Театр ан-дер-Вин, 1815 г.

Первое публичное исполнение Пятой симфонии состоялось 22 декабря 1808 года в венском «Театр ан дер Вин» на громадном концерте-бенефисе, целиком состоявшем из премьер произведений Бетховена под управлением самого автора. В программе значились две симфонии, которые исполнялись в порядке, обратном их нынешним номерам: Пятая нумеровалась как № 6, а Шестая — как № 5. Программа включала в себя:
1. Симфонию № 6 (Пасторальную) (фа мажор, значилась в программе как «Воспоминание о сельской жизни»[4]);
2. Арию «О, изменник» («Ah, perfido»), Op. 65;
3. Части Kyrie и Gloria из Мессы до мажор;
4. Концерт для фортепиано с оркестром № 4 (в исполнении самого Бетховена);

(антракт)
1. Пятую симфонию (значилась в программе как «Большая симфония до минор»);
2. Части Sanctus и Benedictus из Мессы до мажор;
3. Хоральную фантазию.

Премьера была неудачной. Концерт длился четыре часа — с 18:30 до 22:30. В зале царил холод, публика устала от массы нового материала, и в начале второго отделения вряд ли могла полноценно воспринимать любое произведение, тем более такое новаторское, как Пятая симфония. Первоначально планировалось завершить вечер симфонией до минор, но Бетховен, справедливо опасаясь, что и слушатели, и оркестранты будут утомлены, просто добавил после неё ещё несколько произведений, чтобы она не была последней. Репетиций было недостаточно, и качество исполнения оставляло желать лучшего (исполняя в конце Хоральную фантазию, музыканты допустили ошибку, в результате чего её пришлось начать сначала, таким образом ещё больше удлинив концерт).
Музыкальные критики после премьеры симфонии в основном обошли её молчанием, и лишь полтора года спустя другое её исполнение удостоилось восторженного отзыва от Э. Т. А. Гофмана во «Всеобщей музыкальной газете».

## Состав оркестра
Деревянные духовые
флейта-пикколо (в 4-й части)
2 флейты
2 гобоя
2 кларнета (B)
2 фагота
контрафагот (в 4-й части)
Медные духовые
2 валторны
2 трубы
3 тромбона
Ударные
литавры
Струнные
I и II скрипки
альты
виолончели
контрабасы

## Форма
Произведение состоит из четырёх частей:
1. Allegro con brio (сонатная форма, до минор)
2. Andante con moto (двойные вариации, ля-бемоль мажор)
3. Scherzo. Allegro (сложная трёхчастная форма с трио, до минор)
4. Allegro (сонатная форма, до мажор)

Лейтмотив 1-й части (проходящий позже в том или ином виде через всё произведение) представляет собой образец лаконичности, резко отличаясь от развёрнутой, интонационно богатой главной темы 3-й симфонии. Леонард Бернстайн писал в связи с этим: 
И какими же должны быть эти ноты, что они несут в себе, какое мощное наполнение им присуще, если из них могла родиться целая часть симфонии? Три соль и ми-бемоль. Все. Любой мог бы додуматься до этого — может быть…
«Тема судьбы» повторяется в начале 1-й части два раза фортиссимо и затем развивается по восходящей. С него же начинается и побочная партия, и в дальнейшем он постоянно возвращается в басах струнной группы. Лиричную и робкую побочную тему вновь быстро сменяет «мотив судьбы», который звучит у всего оркестра. Драматизм музыки нарастает ко второй половине части, достигая кульминации на неустойчивой гармонии с использованием уменьшённого септаккорда, переводящей разработку в репризу. В целом в разработке и репризе (традиционно для автора несколько отличной от экспозиции — в частности, неожиданной остановкой, в которой у солирующего гобоя звучит ритмически свободная фраза) возникает образ постоянной борьбы, представления об итогах которой первая часть не даёт до самого конца.
Основная тема 2-й части, Andante con moto, берёт своё начало в менуэтном мотиве. Она спокойна, напевна, её ведут солирующие альты и виолончели. Вторая тема возникает изначально как вариант первой, но в дальнейшем, звуча фортиссимо у медных и гобоя в сопровождении ударов литавр, обретает героический характер, а в её вариациях снова возникает мотив судьбы. Эта тема с её, по выражению В. Дж. Конен, «фанфарными оборотами», стилистически близка революционным маршам и одам, в кульминации её разработки возникает тональность до мажор, предвещающая финал всей симфонии. Двойные вариации — близкую Бетховену форму — характеризует постепенное уменьшение длительностей, полифонические имитации, в них вводятся новые мелодические линии. Согласно Конен, вероятным образцом для этой части послужили двойные вариации из до-мажорной («Лондонской») симфонии Гайдна, для которых также характерно постоянное нарастание напряжённости. Лирическая первая тема в вариациях преображается, также приобретая маршевую форму, и сливается со второй в коде, завершая вторую часть торжественным призывом.
3-ю часть, выдержанное в трёхдольном размере Allegro, традиционно называют «скерцо», но её интонации далеки от тех, которые обычно характеризуются таким названием, — как и вступительная часть, она тревожна и трагична. Из скерцо Бетховен берёт форму рондо с её периодичностью и симметричностью в чередовании разделов, но придаёт ей драматизм и динамичность. Первая тема, по описанию А. К. Кенигсберг, написана в форме диалога: «затаённому вопросу, звучащему еле слышно в глухих басах струнной группы, отвечает задумчивая, печальная мелодия скрипок и альтов, поддержанных духовыми». Второй темой вновь становится мотив судьбы в исполнении вначале валторн, а затем всего оркестра, звучащий ещё более грозно, чем ранее. И тема «страха и скорби», и мотив судьбы на протяжении части возникают по три раза. Второе появление первой темы характеризует неуверенность, она распадается на отдельные мотивы, не получая завершения, что ещё сильнее подчёркивает неумолимость сменяющего её мотива судьбы. Когда «диалогическая» тема возникает в третий раз, тема судьбы соединяется полифонически с печальным лирическим «ответом» и одерживает победу в кульминации.
Средняя часть скерцо — трио — резко контрастирует с первой, представляя собой энергичное гаммообразное мажорное фугато. Гектор Берлиоз, описывая басовые пассажи трио, писал, что «грубая тяжеловесность этих пассажей заставляет дрожать все пюпитры оркестра. Трио весьма напоминает резвые забавы слона». Однако мажорное трио незаметно вновь переходит в глубоко минорную первую тему репризы. Нарушая каноны классической симфонии, в этой репризе Бетховен впервые отказался от близкого повторения первого раздела. Вся реприза исполняется пиано, как будто звуча вдали, обе темы значительно изменены. Мотив судьбы здесь звучит менее грозно, в нём появляются паузы, его ведут, перекликаясь, сначала кларнет, а затем гобой, и пиццикато скрипок. В первой теме также используются струнные пиццикато, она теряет плавность и ритмически приближается ко второй. Борьба тем постепенно стихает, и мотив судьбы к концу части звучит лишь монотонным ритмом, исполняемым пианиссимо на литавре.
Переход от 3-й части к 4-й происходит без паузы. Композитор использует эффект скрытой полифонии, в рамках которого фрагменты трагической темы выстраиваются в восходящую к вершине лестницу. Кенигсберг описывает этот момент так: «Словно брезжит робкий луч надежды, начинаются неуверенные поиски выхода, переданные тональной неустойчивостью, модулирующими оборотами», и тут же финал, вступая триумфальным маршем, «ослепительным светом заливает всё вокруг». В этой части Бетховен впервые в истории симфонического оркестра вводит партии тромбонов, а также контрафагот и флейту-пикколо, ещё больше приближающие инструментовку финала к мощному, яркому звучанию духовых оркестров. Главная тема финала по интонации воспроизводит революционные гимны (согласно легенде, наполеоновские гренадеры, посетившие исполнение симфонии в Вене, при первых звуках этой темы вскочили с мест, отдавая честь). Общая атмосфера 4-й части — праздничное ликование, сонатная форма позволяет автору не прибегать к драматическим контрастам и сосредоточиться на простых обобщённых темах; тема судьбы из 3-й части возникает на миг в разработке, но затем полностью растворяется в мажорном величавом tutti. В финале на протяжении 30 тактов фанфарами звучат аккорды до-мажорного трезвучия. По словам Рихарда Вагнера, финал «тем более чарует нас своей великой наивностью, что вся предшествующая ему симфония начинает теперь казаться только напряженным подготовлением к этому ликованию».

## Отклики
Ученик Бетховена, пианист и музыкальный педагог Карл Черни и бременский капельмейстер В. К. Мюллер независимо друг от друга считали, что тему Пятой симфонии Бетховен взял, подражая крику известной лесной птицы, под которой подразумевалась овсянка обыкновенная, распространённая в европейских средних широтах и обитавшая, в частности, в венском парке Пратер, где обычно гулял Бетховен.

## Культурное влияние
Будучи одной из самых знаменитых симфоний в мире, произведение Бетховена многократно адаптировалось композиторами и музыкантами последующих поколений. Среди прочего, тема судьбы появляется в до-минорном квартете Иоганнеса Брамса, а возрождению известности симфонии в эпоху диско способствовал композитор и музыкант Уолтер Мёрфи, в 1976 году выпустивший концепт-альбом One Fifth Beethoven, заглавный трек которого затем стал хитом саундтрека к фильму «Лихорадка субботнего вечера». «Тема судьбы» звучит во многочисленных фильмах и рекламных роликах. Во время Второй мировой войны страны антигитлеровской коалиции использовали основную тему симфонии как символ победы, поскольку латинская буква V (англ. victory — «победа») в азбуке Морзе обозначается тремя точками и тире. По настоянию Карла Сагана запись 1-й части симфонии в исполнении оркестра под управлением Отто Клемперера вошла в число фонограмм на борту космических зондов «Вояджер».